# Яблоня бутанская
Яблоня бутанская (лат. Malus bhutanica) — вид кустарников или невысоких деревьев рода Яблоня (Malus) семейства Розовые (Rosaceae).
Ареал вида включает Бутан, а также территорию Китая — Тибетский автономный округ и провинции Ганьсу, Шэньси и Сычуань.

## Описание
Цветки сливочно-белые, слегка ароматные, распускаются в мае. Плоды грушевидной формы, красного или жёлтого цвета. Листья средней величины, летом зелёные, а осенью приятных оттенков. Высота — от 3 до 4 метров. Крона — от 3 до 4 метров.

## Систематика
Впервые описан как Pyrus bhutanica W.W.Sm., 1911. В 1994 году Джеймсом Фиппсом (James Bird Phipps) были опубликованы результаты исследования, на основании которых он сделал вывод, что Pyrus bhutanica — тот же вид, что и Malus toringoides (Rehder) Hughes, 1920, и, соответственно этому, ввёл новое название Malus bhutanica (новая комбинация, comb. nov.). Такой взгляд на этот таксон, однако, не является общепризнанным: в базе данных The Plant List название Malus bhutanica (W.W.Sm.) J.B.Phipps имеет статус unresolved name, то есть относительно него нельзя однозначно сказать, следует ли его использовать как название самостоятельного вида либо следует свести его в синонимику других таксонов, в то время как название Malus toringoides (Rehder) Hughes является признанным (статус accepted name).